# Плавуча дослідницька платформа
Плавуча дослідницька платформа (англ. Floating Instrument Platform) — несамохідний науково-дослідницький корабель ВМС США, що використовувався Морською фізичною лабораторією Інституту океанографії Скриппса при Каліфорнійському університеті. Спеціальна конструкція корабля, зокрема великі баластні баки на кормі, дозволяла затоплювати його до вертикального положення (кормою вниз), роблячи цю платформу дуже стійкою, здатною протистояти великим штормам. На платформі виконувалися дослідження з гідроакустики, океанографії, метеорології та спостереження за морськими ссавцями.
108-метровий дослідницький корабель був збудований як стабільна платформа для дослідження поведінки звукових хвиль під водою, його вважають одним з найнеординарніших дослідницьких кораблів ВМС США.

## Історія
Корабель-платформа був розроблений у 1960-х роках Каліфорнійським університетом та побудований у Портленді, штат Орегон, інженерною компанією Gunderson Brothers Engineering. У червні 1962 року був спущений на воду. У 1995 році отримав грант — два мільйони доларів для модернізації обладнання.
На кораблі проводилися дослідження поширення сейсмічних хвиль в океані, взаємодії різних шарів води, теплообміну між товщею води і поверхнею. Одним з останніх досліджень було складання тривимірного відображення океанічного шуму.
Корабель міг діяти по всьому світу, хоча його звичною зоною дії було західне узбережжя США.
Платформа була відправлена на утилізацію в серпні 2023 року.

## Будова
Корпус завдовжки 108 метрів був забезпечений резервуарами для води, які заповнювалися і спричиняли затоплення судна. Після часткового заповнення баластних танків корма корабля поступово занурювалася у воду і врешті-решт платформа ставала вертикально, ніби буй. Ця затонула частина працювала як якір, аби забезпечити стійкість платформи, залишаючись зануреною. Над водою залишалися видимими тільки ≈ 17 м передньої частини його корпусу, тому на морі з 9-метровими хвилями вертикальні коливання корпусу корабля не перевищували 3 см.
Маневр перевертання тривав приблизно півгодини, екіпаж залишався на борту корабля. Меблі мали поворотну систему, яка змушувала їх рухатися, а санвузли та душі були продублювані: одні для горизонтального положення корабля, а інші для вертикального положення платформи. На платформі могли проживати п'ять членів екіпажу та до одинадцяти вчених. Оскільки дослідження на кораблі тривали по декілька тижнів, для зручного проживання екіпажу каюти були сплановані так, що користуватися ними можна було при обох положеннях судна.
Щоб захистити вимірювальне обладнання та прилади від можливих завад з боку двигуна, валоприводу і гребних гвинтів (вібрація, шуми), на кораблі не було власної енергетичної установки.
Для повернення корабля у горизонтальне положення вода з танків видувалася стисненим повітрям. Корабель не був автономним і його потрібно було тягти буксиром до нового місця.

## Галерея
- Перевертання RP FLIP (2012)

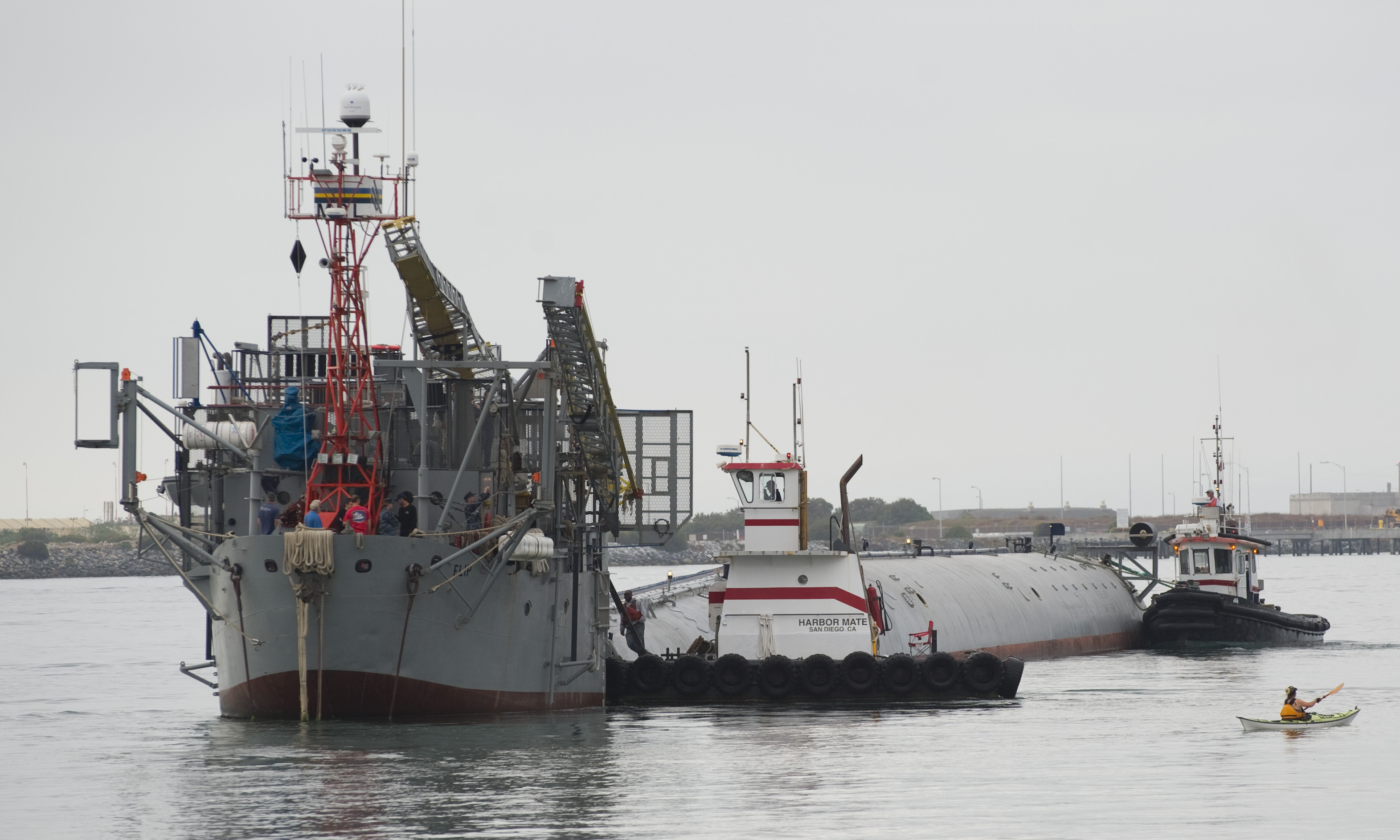
Платформа на буксирі (2012)
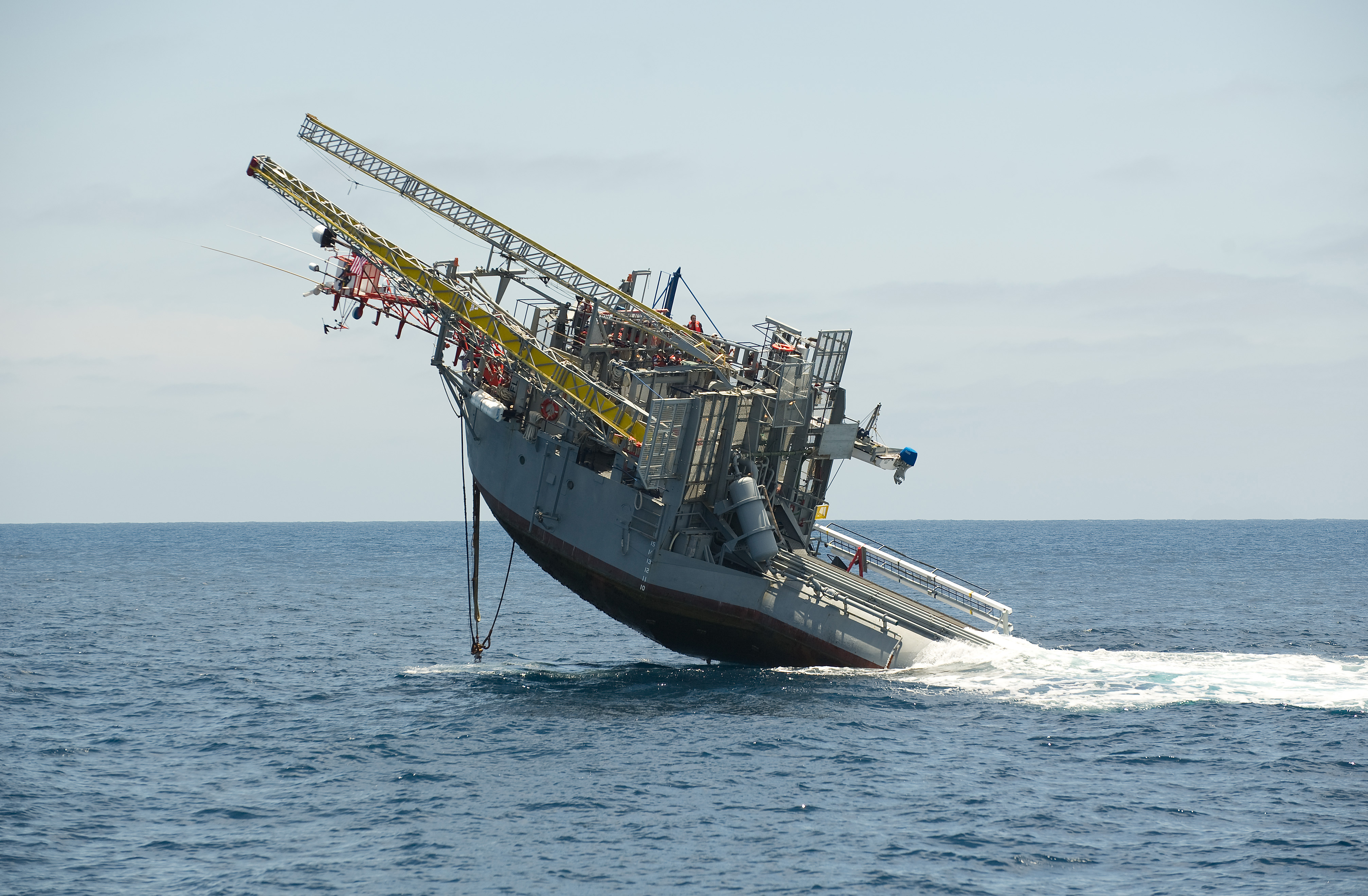
Початок перевертання платформи (2012)
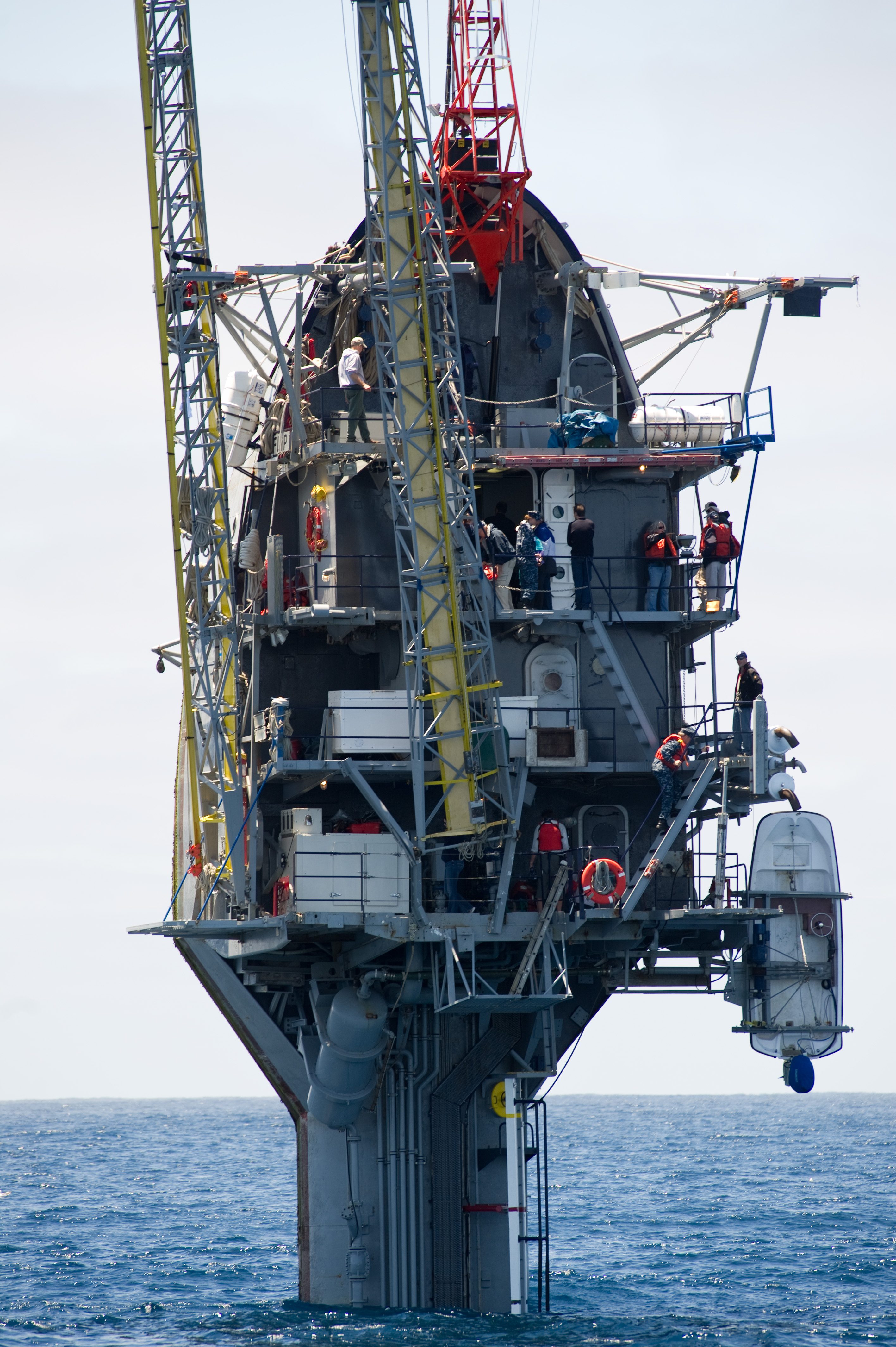
Надводна частина платформи (2012)
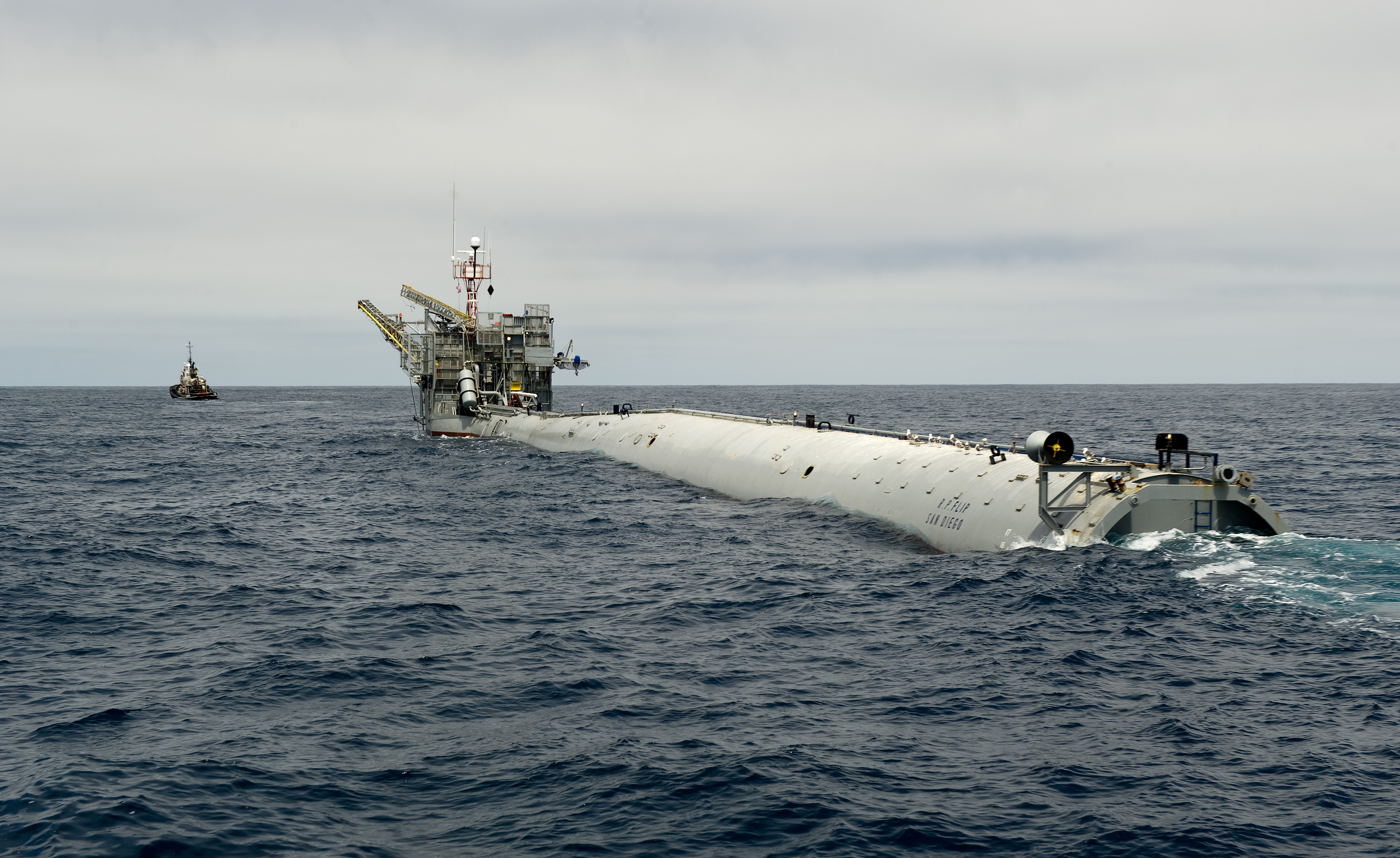
Платформа на буксирі (2012)